# Будвиг, Йоханна
Йоханна Будвиг (Johanna Budwig; 30 сентября 1908 — 19 мая 2003) — немецкий фармаколог и диетолог.
Химик и физик по образованию, Будвиг одной из первых занялась исследованием жирных кислот и их влиянием на здоровье человека. Для классификации этих кислот она разработала особую технику бумажной хроматографии. Исследования привели её к заключению, что причиной многих заболеваний, в том числе онкологических, является переизбыток в организме насыщенных жирных кислот и недостаток полиненасыщенных жирных кислот. Будвиг разработала диету, нацеленную на изменение соотношения жирных кислот в организме пациента.
Несмотря на отсутствие научных доказательств эффективности диеты Будвиг как средства профилактики и лечения онкологических заболеваний, она получила широкую известность и продвигается в качестве альтернативного метода лечения рака в печатных изданиях и в Интернете.

## Описание диеты
«Протокол питания», представленный доктором Будвиг в 1952 году и получивший значительную популярность в странах континентальной Европы, перекликается с методом Катрин Кузьмин. Будвиг придаёт большое значение сытному завтраку на основе маложирного творога и льняного масла (традиционное в некоторых землях Германии блюдо творог с льняным маслом (нем. Quark mit Leinöl)) с добавлением молотых семян льна, фруктов, орехов, мёда. В целом, рекомендуется потребление цельных растительных продуктов с высоким содержанием клетчатки. Исключаются из питания сахар; сливочное, рафинированные и гидрогенизированные масла; большинство молочных продуктов, моллюски, свинина, колбасные изделия, рафинированные зернопродукты, чай и кофе.

## Оценка диеты
Отсутствуют научные доказательства того, что данная диета убивает раковые клетки, замедляет прогресс онкологических заболеваний или предотвращает их. Отказ от лечения рака методами с доказанной эффективностью или задержка обращения за таким лечением в связи с необоснованным доверием к диетотерапии может привести к ущербу здоровью. Не рекомендуется использование диеты Будвиг без одобрения лечащего врача.
Богатая льняным маслом диета может вызывать побочные эффекты: повышенное газообразование и боли в животе, изменение частоты стула (понос или запор). Накладываемые диетой ограничения могут стать причиной недостаточной калорийности рациона и нехватки жизненно необходимых питательных веществ, в частности, витамина B12.